# Бурк, Джон, 4-й граф Мейо
Джон Бурк, 4-й граф Мейо (англ. John Bourke, 4th Earl of Mayo; 18 июня 1766 — 23 мая 1849) — ирландский пэр и придворный. Он носил титул учтивости — лорд Нейс с 1792 по 1794 год.

## Происхождение и образование
Родился 18 июня 1766 года. Старший сын Джозефа Бурка, 3-го графа Мейо (1736—1794), архиепископа Туамского в 1782—1794 годах, и его жены Элизабет, дочери сэра Ричарда Мида, 3-го баронета. Он получил образование в колледже Крайст-черч (в 1793 году получил степень доктора гражданского права).

## Карьера
Джон Бурк носил чин полковника милиции графства Килкенни. Он заседал в Ирландской палате общин от Нейса в 1790—1794 годах.
20 августа 1794 года после смерти своего отца Джон Бурк унаследовал титулы 4-го графа Мейо, 4-го виконта Мейо и 4-го барона Нейса, став членом Ирландской палаты лордов. До принятия Акта об унии лорд Мейо был председателем комитетов ирландской Палаты лордов. В качестве компенсации за упразднение Ирландской палаты лордов в 1801 году ему была назначена ежегодная пенсия в размере 1332 фунтов стерлингов .
В феврале 1810 года лорд Мейо стал членом Тайного совета Ирландии. С 1816 по 1849 год Джон Бурк, граф Мейо, был одним из ирландских пэров-представителей в Палате лордов Великобритании.
11 мая 1819 года он представлял герцога Кларенса и Сент-Эндрюса (позже Вильгельма IV) на крещении принца Джорджа Кембриджского в Ганновере и в том же году был получил Королевский Гвельфский орден .
На коронации короля Георга IV 19 июля 1821 года лорд Мейо нес штандарт Ганновера.

## Семья

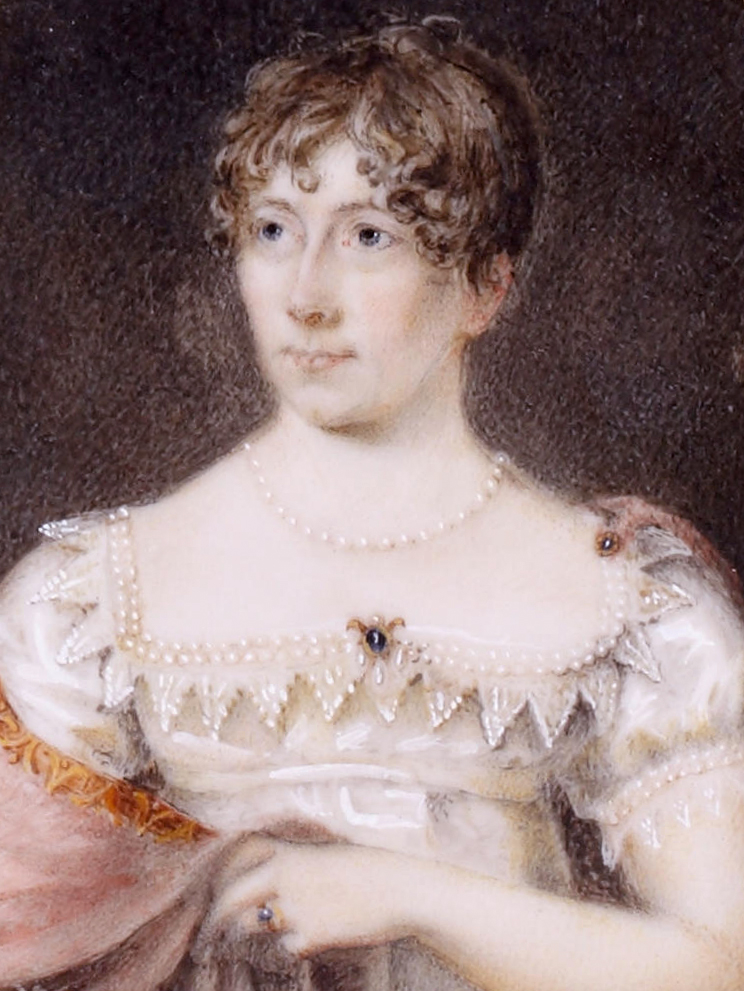
Арабелла Бурк, жена Джона Бурка, 4-го графа Мейо, 1810 год

24 мая 1792 года лорд Мэйо женился на Арабелле Макворт-Пред (1766 — 19 ноября 1843), дочери Уильяма Макворта Преда и Сюзанны Стоукс. Их брак был бездетным. Арабелла служила дамой спальни королевы Аделаиды.
Лорд Мейо скончался 23 мая 1849 года в Берстед-Лодж, Южный Берстед, Сассекс. Ему наследовал его племянник, Роберт Бурк, 5-й граф Мейо (1797—1867), сын преподобного Ричарда Бурка (1767—1832) и внук Джозефа Бурка, 3-го графа Мейо.